# Škofja vas
Škofja vas – wieś w Słowenii, w gminie miejskiej Celje. W 2018 roku liczyła 516 mieszkańców. 